# Pothin Poma
Pothin Terry James Tein Poma (ur. 13 grudnia 1997 w Ponerihouen) – nowokaledońsko-tahitański piłkarz grający na pozycji obrońcy lub pomocnika w tahitańskim klubie AS Vénus oraz reprezentacji Tahiti. W swojej karierze grał także w nowokaledońskim Hienghène Sport. Dawniej reprezentował także Nową Kaledonię. W kadrze Tahiti zadebiutował 22 czerwca 2024 w meczu Pucharu Narodów Oceanii 2024 z Fidżi.